# El Obrero Setabense
El Obrero Setabense fou un periòdic fundat en 1894 per José María Cari Artal com a òrgan del Cercle d'Obrers Catòlics, fundat el 1881, i que intentava contrarestar l'activitat i propaganda d'organitzacions republicanes i internacionalistes i especialment, des que aparegueren a Xàtiva, de l'Escola Laica i el setmanari El Progreso. Publicà editorials sobre temes polèmics i actualitat, crònica municipal, informació religiosa, relats moralitzants, divulgació científica, com ara les col·laboracions de l'abat Breuil sobre les pintures rupestres de Xàtiva, i suplements, entre els quals cal destacar les transcripcions del Llibre de Consells de la Ciutat i del projecte d'estatut d'autonomia per al País Valencià. Amb col·laboracions escrites en valencià des de bon començament, els seus autors procuraren seguir les anomenades Normes de Castelló en ser aprovades (1932). El seu darrer director fou el beat Gonçal Vinyes i Massip, assassinat en 1936. Defensà els postulats de la Dreta Regional Valenciana i, en esclatar la Guerra Civil, se'n suspengué la publicació i la impremta fou confiscada.